# Mabelynn Capeluj
Mabelynn Capeluj es una modelo y reina de belleza, se coronó Miss California USA representando a Greater San Diego lo que le dio derecho a participar en Miss USA 2013

## Biografía
Mabelynn Capeluj nació y se crio en la ciudad estadounidense de San Diego. Actualmente estudia periodismo en la Universidad de Chapman.

## Carrera como reina de belleza

### Miss California
Compitió en Miss California 2013 representando al condado de Greater San Diego, donde resultó ganadora. Al ganar dicho certamen obtuvo la oportunidad de representar a su estado en Miss USA 2013.

### Miss USA 2013
La final de Miss USA 2013 se llevó a cabo el domingo 16 de junio de 2013, compitieron los 50 estados de los Estados Unidos más el Distrito de Columbia. Las 15 semifinalistas fueron anunciadas, Capeluj logró un cupo dentro las 15, después compitió en la prueba en traje de baño. Aunque para muchos era favorita no logró colarse dentro del grupo de las 10 primeras. De todas formas Mabelynn logró que California llegara nuevamente a semifinales ya que no lo hacía desde 2011.

## Carrera como modelo
Aparte de ser un estudiante, Mabelynn es un modelo de trabajo y ha participado en campañas para varias marcas reconocidas.

## Activismo humanitario
Recientemente, fue nombrada portavoz de la National Psoriasis Foundation y es la embajadora de la Caminata para Curar Psoriasis en Los Ángeles y San Francisco. Ella fue diagnosticada con esta enfermedad auto inmune crónica que aparece en la piel a la edad de dieciséis años y se enorgullece de crear conciencia y fondos para esta gran causa.

## Vida personal
Mabelynn es la mayor de seis hermanos. Ella sufre de psoriasis, enfermedad que se le fue diagnosticada a los 16 años.